# فحص مخبري مطور
الفحص المخبري المُطوّر
الفحص المطور مختبريًا هو مصطلح يستخدم للإشارة إلى فئة معينة من التشخيصات المختبرية التي يتم تنظيمها تقليديًا في الولايات المتحدة الأمريكية في إطار برنامج تعديلات تحسين المختبر السريري.

## الولايات المتحدة الأمريكية
في الولايات المتحدة، قررت الموؤسسة العامة للغذاء و الدواء أنه في حين أن هذه الاختبارات مؤهلة كأجهزة طبية، فإنها ستسمح لهذه المنتجات بدخول السوق دون موافقة مسبقة من القسم الإداري في الوكالة. في عام 2014 م، أعلنت الموؤسسة العامة للغذاء والدواء الأمريكية أنها ستبدأ في تنظيم بعض الفحوصات المُطوّرة مخبرياً. ومع ذلك، لم تفعل أي فحوصات، حيث انها بدأت بعمل الفحوصات اعتباراً من أبريل 2019.
نظرًا لأن الفحوصات المُطوّرة مخبرياً لا تتطلب ترخيص الموؤسسة العامة للغذاء والدواء رقم (510) التي تتطلبها الفحوصات التشخيصية الأخرى، فقد تم اعتبارها ثغرة تنظيمية من قبل المعارضين.

### مباشرة إلى المستهلك
يتم تنظيم الفحوصات المباشرة للمستهلك كأجهزة طبية، على الرغم من أنها لا تخضع بالضرورة للمراجعة والفحص من قِبل الموؤسسة العامة للغذاء والدواء.
23andMe هي فحوصات جينية تقدم مباشرة للمستهلك كانت تُقدّرعلى أنها فحوصات مطوّرة مخبرياً، لكن الموؤسسة العامة للغذاء والدواء الأمريكية تحدت ذلك وأجبرت الشركة على تقديم الفحص للموافقة عليه كجهاز طبي من الدرجة الثانية.

## الشركات
بعض الشركات التي تشمل تقديم الفحوصات المطورة في المختبرهي: Myriad Genetics و Genomic Health و Foundation Medicine و Quest Diagnostics و LabCorp .